# Khumjung

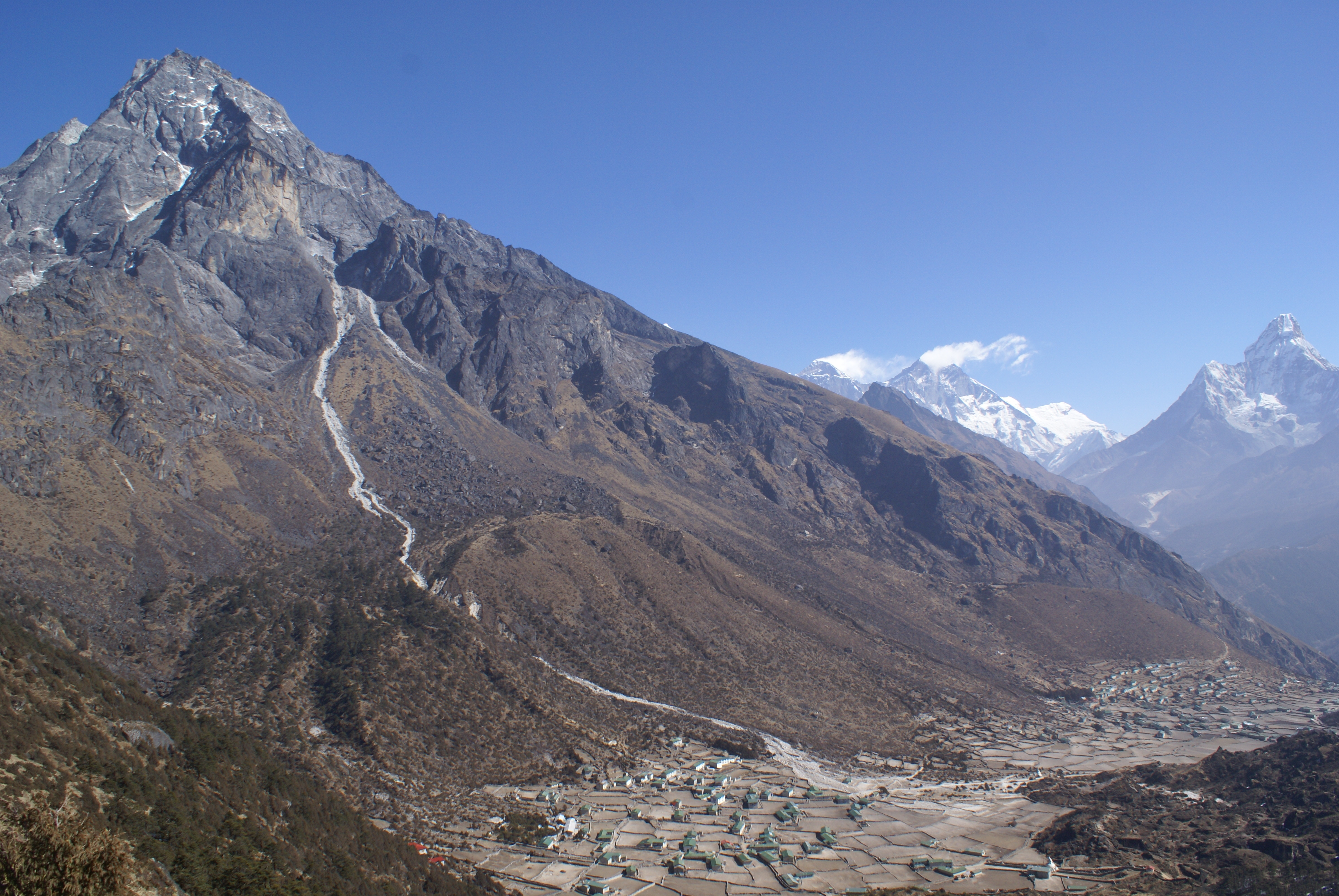
O monte Khumbila e as aldeias de Khumjung e Kunde. No fundo pode-se ver os montes Evereste, Lhotse e Ama Dablam

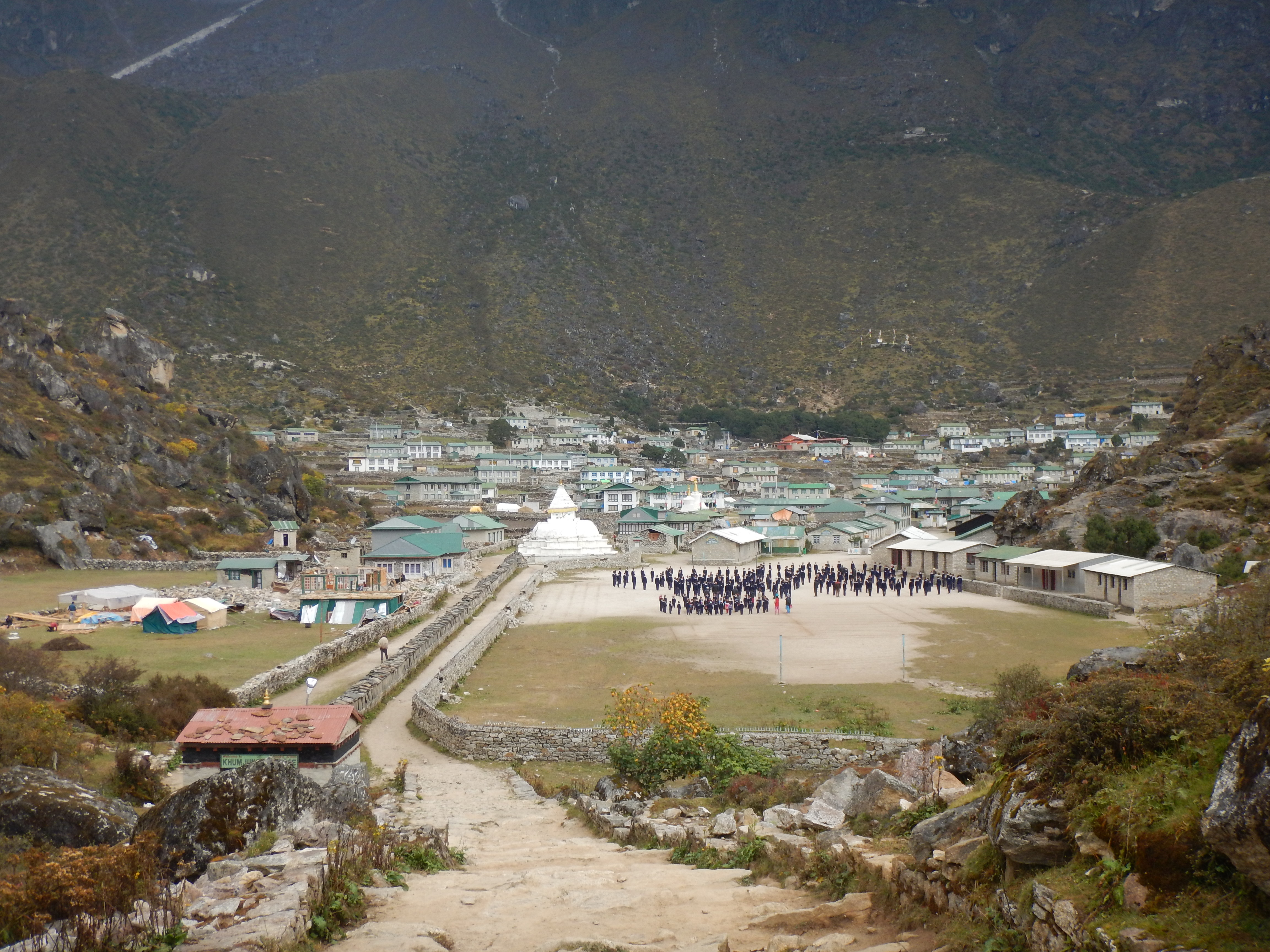
Vista parcial do vilarejo de Khumjang com a "Hillary School" a direita.

Khumjung ( Nepali : खुम्जुंग) é uma vila no distrito de Solukhumbu na zona do Sagarmatha, no noroeste do Nepal. No  recenseamento de 2011  tinha uma população de 1912 pessoas que viviam em 551 domicílios individuais.
Ela está localizada na região do Khumbu dentro do Parque Nacional de Sagarmatha, classificado pela UNESCO como  Património Mundial da Humanidade desde 1979.
A vila é a sede do comitê de desenvolvimento das aldeias do Khumjung  que incluem Kunde, Khumjung, Tengboche, Pangboche, Pheriche, Dole, Chharchung, Machhermo, Lobuche, Dingboche, e Gokyo.

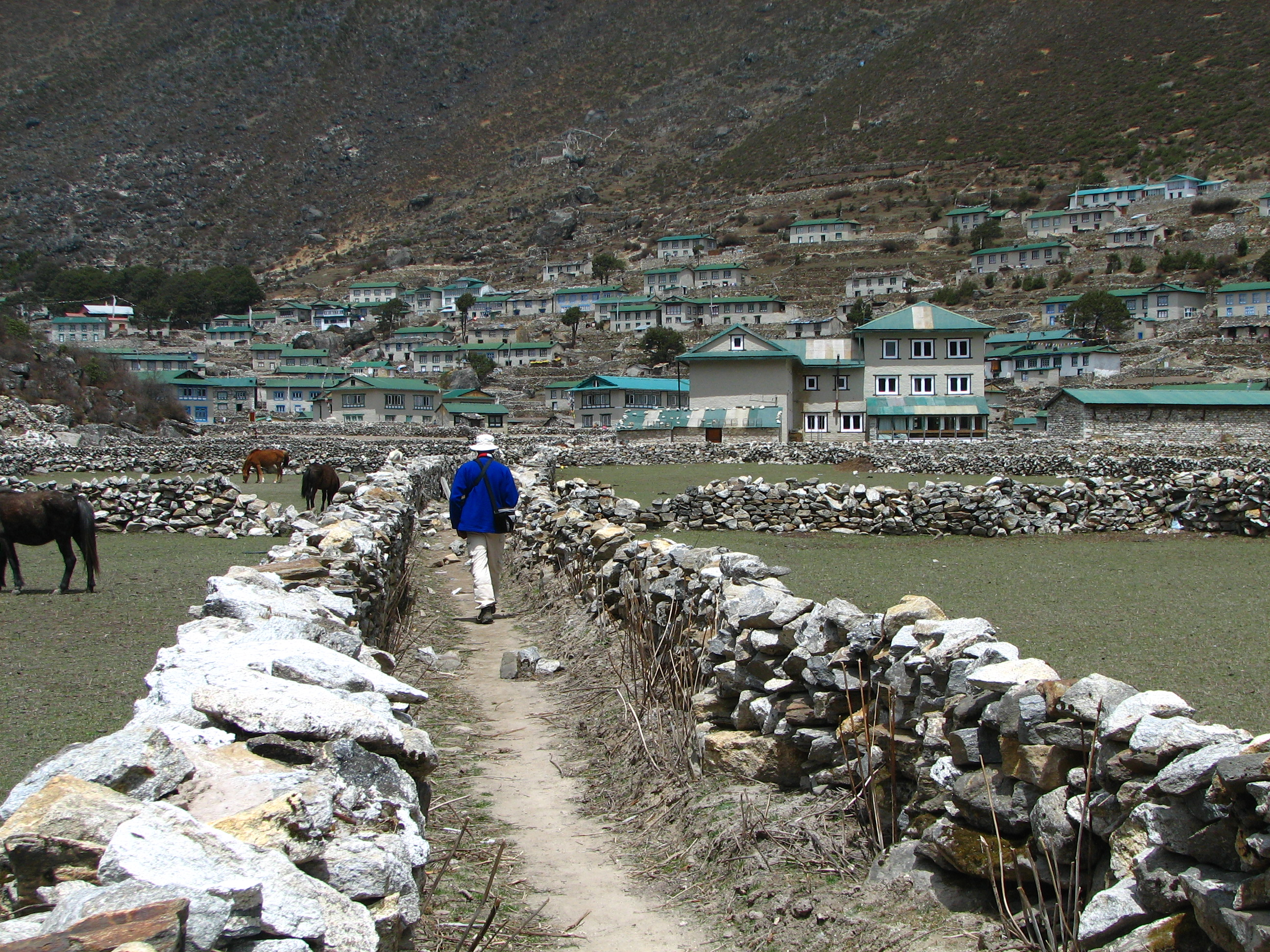
Aldeia de Khumjung para quem chega de Namche Bazaar

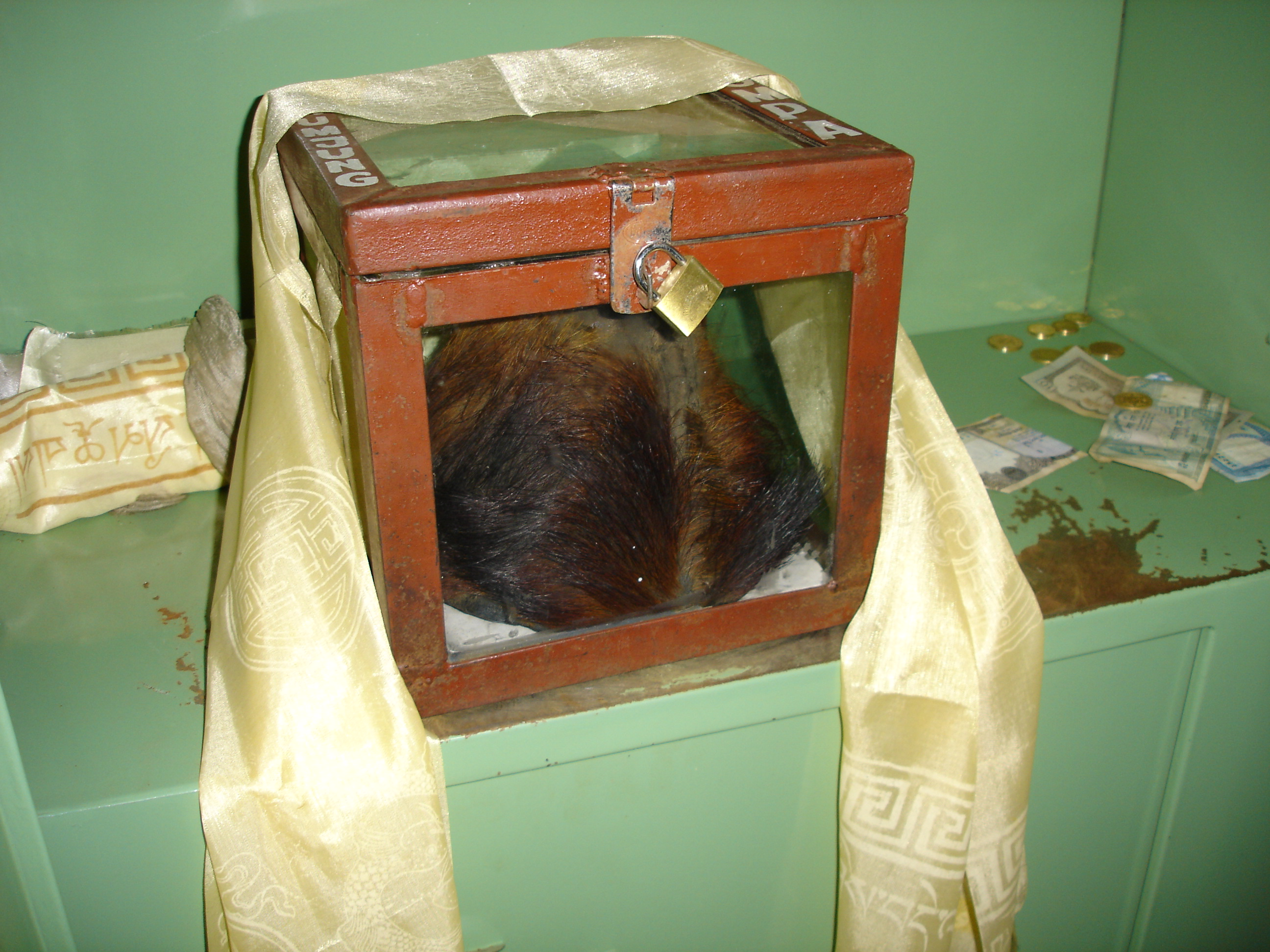
Suposto couro cabeludo de um Yeti no monastério budista de Khumjung.

A aldeia está situada a uma altitude de 3.970 metros acima do nível do mar, e perto do Monte Khumbila.  Esta aldeia tem comunicações modernas, como internet e telefones fixos e móveis, assim como a escola "Hillary" fundada por Edmund Hillary em 1961, oito anos depois da sua conquista do monte Evereste, que fornece educação para mais de 350 crianças.
Um dos monastério budista em Khumjung abriga um suposto couro cabeludo de um Yeti.